# Палеев, Николай Романович
Никола́й Рома́нович Пале́ев (15 мая 1929 — 16 мая 2025) — советский и российский врач-терапевт, доктор медицинских наук, профессор, академик РАН с 2013 года (до того — академик АМН СССР/РАМН с 1988 года). Лауреат Государственной премии СССР (1973).

## Биография
Родился в семье военнослужащего. Окончил 1-й Московский медицинский институт (1953). В 1953—1957 годах работал главным врачом в посёлке Таймылыр в Якутии. В 1955—1957 годах также участвовал в первой советской антарктической экспедиции в качестве врача и научного сотрудника. В 1957—1960 годах прошёл аспирантуру в Институте терапии АМН СССР (под руководством академика А. Л. Мясникова). В период с 1961 по 1969 год являлся ассистентом и доцентом на кафедре госпитальной терапии в 1-м Московском медицинском институте. В 1968 году защитил докторскую диссертацию под названием «Возможности электрорентгенографии в диагностике заболеваний сердечно-сосудистой системы и органов дыхания». С 1969 года до конца жизни работал руководителем терапевтической клиники Московского областного научно-исследовательского клинического института имени М. Ф. Владимирского (МОНИКИ), по совместительству также работал с 1990 года заведующим кафедрой терапии ФУВ МОНИКИ, а с 1991 года ещё и заведующим кафедрой пульмонологии в Московской медицинской академии им. М. И. Сеченова (бывшем 1-м Московском медицинском институте).
Являлся почётным членом Югославской академии наук и искусств, Сербской медицинской академии, почётным профессором Римского, Белградского, Приштинского университетов, членом учёного совета Международного университета «Кампус-Био-Медико» (Италия), членом и консультантом Центра лёгочной гипертензии и международного совета «Бежанийска Коса» (Сербия) и других научных организаций.
Некоторое время был главным редактором издательства «Медицина» (с 1984 года), сейчас является главным редактором «Медкниги» (с 2006 года). В 1986 году был избран членом-корреспондентом, а в 1988 году стал академиком АМН СССР, впоследствии ставшей РАМН, с присоединением которой в 2013 году к РАН Н. Р. Палеев стал академиком Российской академии наук.
Скончался 16 мая 2025 года. Похоронен в Москве на Троекуровском кладбище (участок 34).

## Семья
- Жена: Наталья Николаевна (род. 1949) — доктор философских наук, профессор, член Союза писателей России, заслуженный работник культуры РФ.
- Сыновья:
  - Филипп (род. 1974) — доктор медицинских наук, член-корреспондент РАН, заместитель генерального директора ФГБУ «Национальный медицинский исследовательский центр кардиологии» Минздрава России по научно-аналитической работе[9].
  - Роман (род. 1975) — доктор юридических наук, руководитель одного из отделений Главного управления Центрального банка России по ЦФО.
- Пять внуков.

## Награды и звания
награды:
- Орден «За заслуги перед Отечеством» II степени (1999);
- Орден «За заслуги перед Отечеством» III степени (2009);
- Орден Трудового Красного Знамени (1955);
- Орден Ивана Калиты;
- Медаль «За трудовую доблесть» (1957);
- Высшая награда Республики Сербия и Черногория — орден «Немани».

звания:
- Лауреат Государственной премии СССР (1973);
- Заслуженный деятель науки РФ (1996).